# Bjørn Einar Romøren

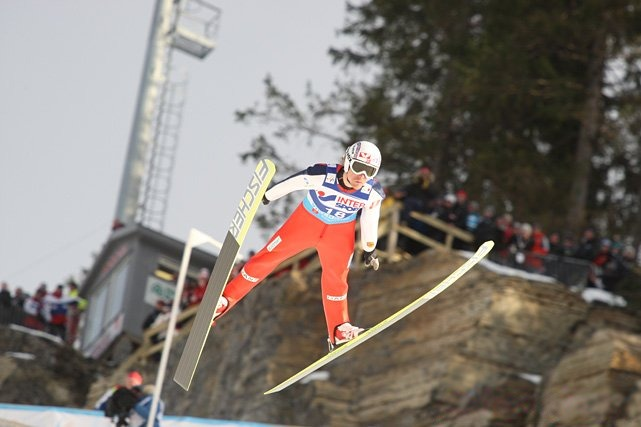
Bjørn Einar Romøren i Vikersund 2012

Bjørn Einar Romøren, född 1 april 1981 i Oslo, är en norsk backhoppare som representerar Hosle IL, Bærum. Den 20 mars 2005 satte Romøren världsrekord i skidflygning med 239 meter i Planica i Slovenien. 

## Tidig karriär
Inspirerad av sin äldre backhoppande bror Jan-Erik, började Bjørn Einar Romøren syssla med backhoppning själv vid tre och ett halvt års ålder. I ungdomsåren tävlade han bland annat i nordisk kombination, alpint och tennis. Det stora intresset var dock backhoppningen. I en ålder av 12 år hoppade han i Lysgårdsbacken i Lillehammer. Med bruten arm hoppade han 115 meter, för första gången i karriären över 100 meter.

## Karriär
Romøren debuterade i världscupen i backhoppning 2001. I Tysk-österrikiska backhopparveckan (räknas med i världscupen) vann han tävlingen i Bischofshofen 6 januari 2003, hans första seger i en deltävling i världscupen. Senare har han ytterligare fyra segrar i världscuptävlingar. Den sista hittills i Sapporo 2006. Romøren har tävlat 9 säsonger i världscupen. Hans bästa säsong sammanlagt kom säsongen 2003/2004 då han blev nummer tre totalt.
Räknade den 8 juli 2012 har Romøren åtta segrar i världscupen:
1. Bischofshofen (Österrike) – 6 januari 2003
2. Lahtis (Finland) – 7 mars 2004
3. Kuopio (Finland) – 10 mars 2004
4. Planica (Slovenien) – 20 mars 2005
5. Sapporo (Japan) – 21 januari 2006
6. Planica (Slovenien) - 18 mars 2006
7. Willingen (Tyskland) - 17 februari 2008
8. Kuusamo (Finland) - 28 november 2009

I backhopparveckan är hans bästa säsong 2005/2005 där han blev nummer 7. Han har 10 säsonger i Sommar-Grand-Prix och blev nummer 9 totalt 2009. I norska mästerskapen har han tillsammans 15 guld, 11 silver och 4 bronsmedaljer.
I världsmästerskapen i skidflygning har Bjørn Einar Romøren två guldmedaljer från Planica 2004 och Kulm 2006, en silvermedalj från Planica 2010 och en bronsmedalj från Oberstdorf 2008, alla medaljer i laghoppning.
Romøren har tre gånger varit med att ta VM-medaljer i laghoppning, Under VM 2003 i Val di Fiemme och VM 2005 i Oberstdorf vann han bronsmedaljer tillsammans med det norska laget. I VM 2011 på hemmaplan i Holmenkollen, Oslo tog det norska laget i normalbacken (Anders Jacobsen, Bjørn Einar Romøren, Anders Bardal och Tom Hilde) silveret, 25 poäng efter segrande Österrike (med Gregor Schlierenzauer, Martin Koch, Andreas Kofler och Thomas Morgenstern i laget).
Under OS 2006 i Turin, Italien tog Romøren ytterligare en bronsmedalj i laghoppningen. Det norska laget blev slaget av båda det österrikiska och det finska laget. 
Den 20 mars 2005 satte Bjørn Einar backrekord i skidflygningsbacken i Planica. Den tävlingsdagen sattes 4 backrekord som också var världsrekord. Tommy Ingebrigtsen tangerade gällande världsrekord med 231 meter (Matti Hautamäki i Planica 23 mars 2003). Romøren ökade på rekordet till 234,5 meter innan Matti Hautamäki utökade rekordet med en meter och tog tillbaka världsrekordet. Romören hoppade dock 239 meter och satte et världsrekord som höll sig till 2011 då landsmannen Johan Remen Evensen bättrade rekordet till 246,5 meter i Vikersund, Norge.

## Annat
Bjørn Einar Romøren mamma Bente-Lill Romøren, är den enda kvinnan i hoppkommittén i Norges Skiforbund.
Efter både en omröstning på Facebook där över 40 000 röstade på Anette Sagen och avgörande från Oslo kommun var det Anette Sagen som fick äran att bli den förste officiella hopparen i den nybyggda Holmenkollbacken. Hoppet skulle ske 3 mars 2010. Hon sade till pressen "Detta är självklart väldigt stort för mig. Det är en ära att få öppna Holmenkollen. Det är ju inte vilken backe som helst, det är ju Norges stolthet". Kollenhopp valde dock att i hemlighet arrangera provhoppning kvällen före. På det sättet blev Bjørn Einar Romøren den allra första hopparen i den nya backen. Det väckte ont blod och Espen Bredesen var en av dem som starkt kritiserade provhoppningen. Kollenhopps beslut har mött allvarlig kritik också på många andra håll, bland annat i Oslo Bystyre.